# Allocerastichus versicolor
Allocerastichus versicolor är en stekelart som beskrevs av Boucek 1988. Allocerastichus versicolor ingår i släktet Allocerastichus och familjen finglanssteklar. Inga underarter finns listade i Catalogue of Life.